# Truyện kể cuộc viễn chinh Igor

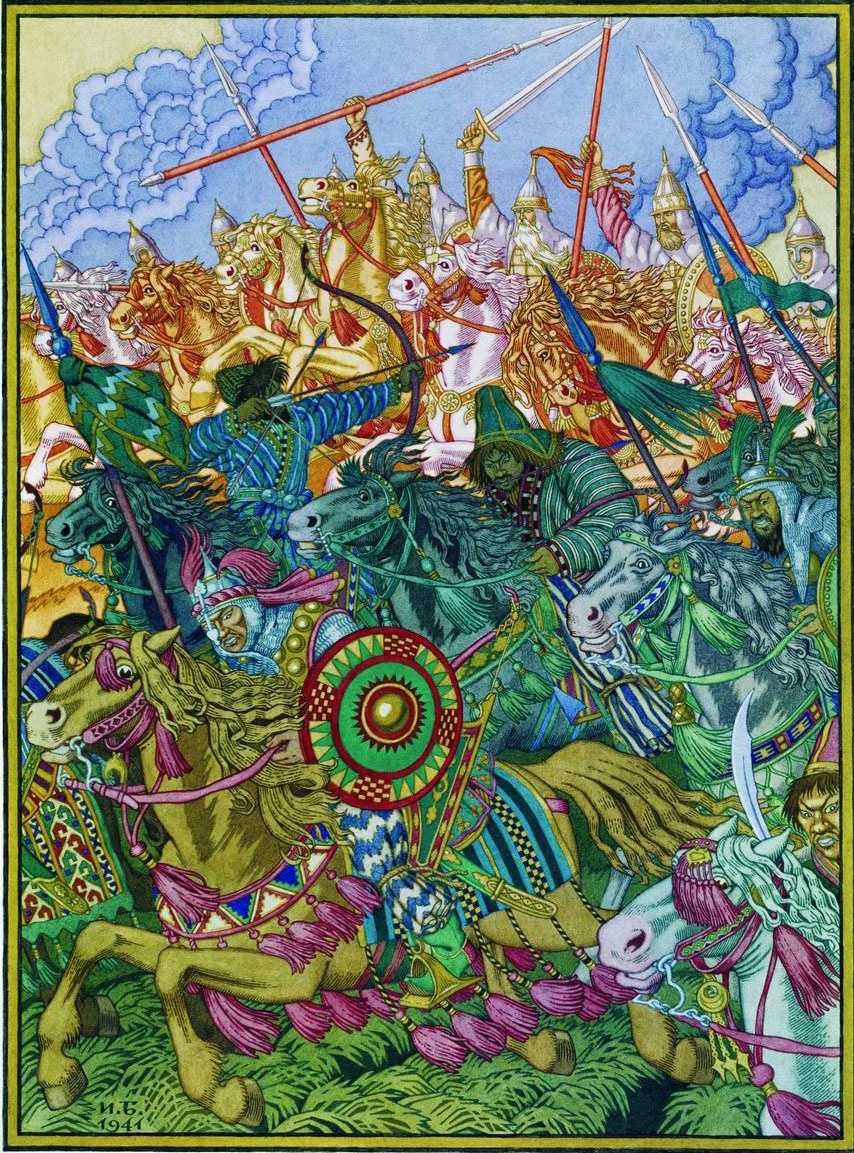
Ivan Bilibin's illustration to the tale.

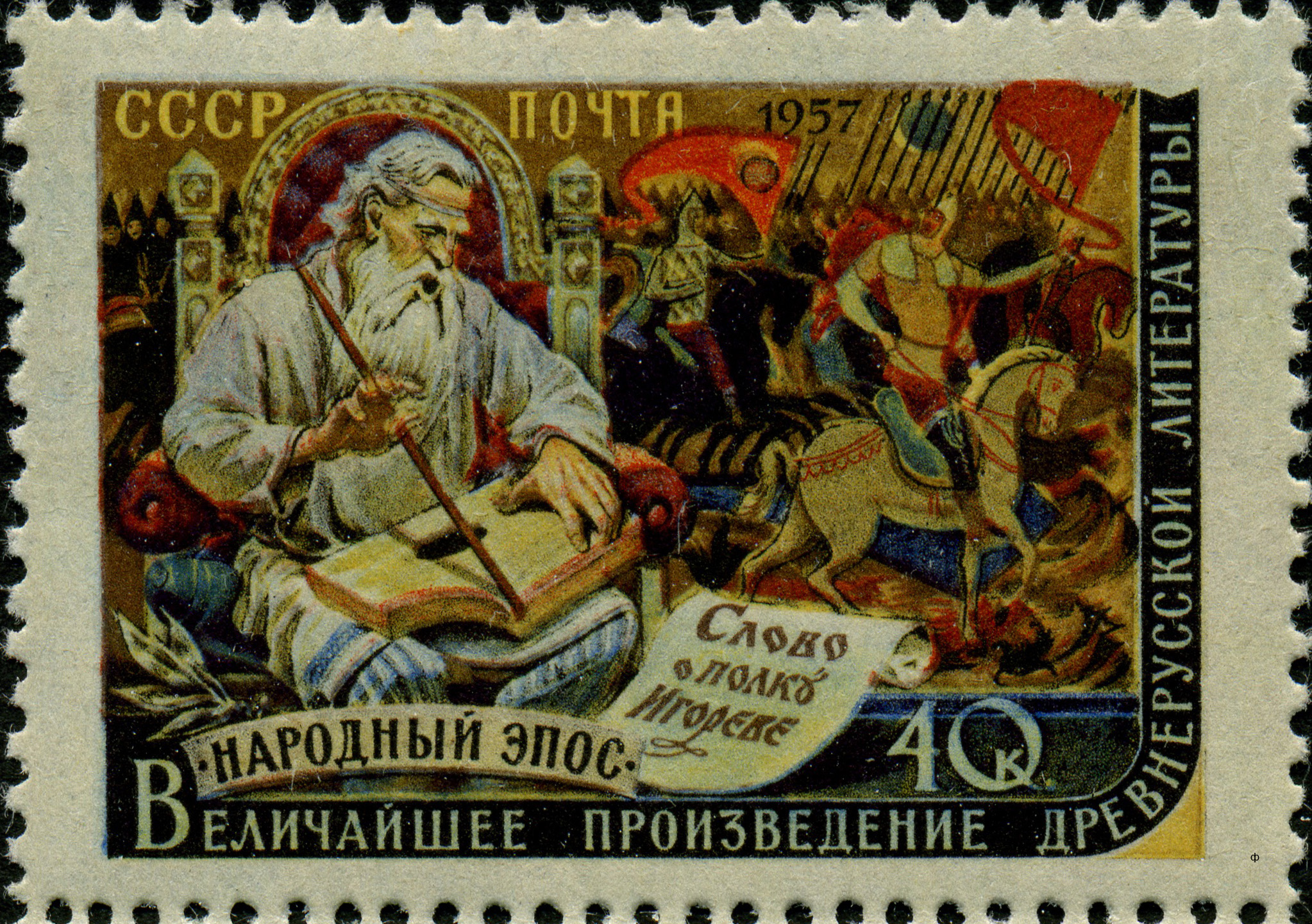
Tem thư Liên Xô.

Truyện kể cuộc viễn chinh Igor. Igor, con trai Svyatoslavich, cháu nội Olgov (tiếng Nga: Слово о походе Игоревом, Игоря, сына Святославова, внука Ольгова; tiếng Nga cổ: Слово о плъку Игоревѣ, Игоря сына Святъславля, внука Ольгова) là một sử thi của tác giả khuyết danh bằng tiếng Nga cổ.

## Lịch sử
Nội dung chính của tác phẩm nói về cuộc hành binh thất bại năm 1185 của công tước Novgorod - Seversky Igor chống lại người Cuman (tiếng Nga: Polovts). Đại đa số các nhà nghiên cứu cho rằng "Câu chuyện..." ra đời vào cuối thế kỷ XII, không lâu sau khi sự kiện trên kết thúc. Tính xác thực của "Câu chuyện..." lúc đầu có nhiều tranh cãi nhưng hiện nay được giới khoa học công nhận là xác thực.
"Truyện" được A.I.Musin-Pushkin tìm thấy trong thành phần tập tài liệu viết tay tại tu viện Spassky ở Yaroslav năm 1795. Trong quá trình chuẩn bị in bản thảo, người ta đã làm một bảng tổng kết và sao lại dành cho nữ hoàng Ekaterina II. "Câu chuyện..." lần đầu tiên được Nikolai Mikhailovich Karamzin in ở tạp chí "Spectateur du Nord" của Đức năm 1798. Còn ở Nga lần đầu được in vào năm 1800. Người ta cũng đã thực hiện các bản dịch sang tiếng Nga hiện đại. Tuy nhiên trong bản sao dành cho Ekaterina II và trong ấn phẩm đầu tiên, được thực hiện với sự tham gia của A. F. Malinovsky và N.N. Bantysh-Kamensky đã có một số sai sót. Bản thảo duy nhất thì bị cháy trong đám cháy tại Moskva năm 1812; nhưng đó cũng không phải bản gốc mà là bản chép lại của thế kỷ XVI, vốn đã có những sai lệch đáng kể. Chính vì vậy mà trong Câu chuyện... có nhiều chỗ đến giờ vẫn chưa giải thích được, còn những nghi ngờ đối với một số chi tiết mà các nhà nghiên cứu vẫn đang tìm câu trả lời.

## Ảnh hưởng

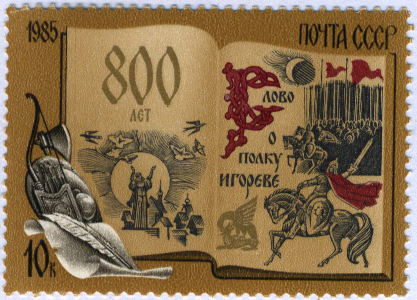
800th anniversary of the masterpiece on the 1985 USSR commemorating stamp

Hiện tại có hàng trăm bản dịch Truyện kể cuộc viễn chinh Igor ra tiếng Nga hiện đại và các ngôn ngữ trên thế giới. Trong số rất nhiều những người dịch Truyện kể cuộc viễn chinh Igor ra tiếng Nga hiện đại có sự tham gia của các nhà thơ lớn như: Vasily Andreyevich Zhukovsky, Apollon Nikolayevich Maykov, Konstantin Dmitrievich Balmont, Nikolay Alexeyevich Zabolotsky, Yevgeny Aleksandrovich Yevtushenko. Bản dịch tiếng Anh của Vladimir Vladimirovich Nabokov, bản tiếng Pháp của Philippe Soupault, bản tiếng Đức của Rainer Maria Rilke, bản tiếng Ukraina của Ivan Franko, bản tiếng Ba Lan của Julian Tuwim... Các ngôn ngữ châu Á, ngoài ngôn ngữ của các nước cộng hòa Liên Xô cũ thì hầu như mới chỉ có bản tiếng Ả Rập, tiếng Mông Cổ và tiếng Hán. Tiếng Việt có bản dịch thơ của Thúy Toàn từ năm 1985, bản văn xuôi của Nguyễn Viết Thắng và bản dịch thơ của Hồ Thượng Tuy.